# Phineas Flynn
Phineas Flynn es un personaje ficticio protagonista de la serie original de Disney Channel Phineas y Ferb, creado por Dan Povenmire y Jeff "Swampy" Marsh. Phineas junto con su hermanastro Ferb Fletcher, protagonizan la trama principal de cada episodio de la serie. 
La serie muestra los intentos de Phineas de evitar el aburrimiento buscando algo nuevo que hacer cada dia de verano junto a su medio hermano de pocas palabras Ferb, mientras su hermana Candace Flynn intenta revelar sus  acciones sin poder lograrlo. Las actividades que los hermanos preparan suelen involucrar dispositivos o aparatos extravagantes, como montañas rusas, pistas de patinaje, una playa artificial en el patio, entre otros tipos de creaciones diseñadas por Phineas y construidas por Ferb.
Phineas viene de una familia ensamblada. Los creadores eligieron este arreglo porque consideraron que estaba muy poco utilizado en programación infantil, y también por la experiencia previa del creador Swampy. Como personaje, Phineas ha recibido una respuesta crítica positiva, con un crítico que lo describe a él y a su hermano como una "pareja cómica". Phineas aparece en toda la mercancía de Phineas y Ferb, peluches, playeras y videojuegos.
La serie ha recibido numerosas nominaciones como los Kids Choice Awards del 2009 y 2010, por los cuales el propio Vincent Martella, intérprete de Phineas en audio inglés, se ha presentado personalmente agradeciendo por el premio otorgado a la serie en el 2010.

## Papel enPhineas y Ferb
Phineas proviene de una familia ensamblada, una decisión que el creador de Marsh tomó para reflejar sus propias experiencias al crecer. Su hermanastro, Ferb, es su mejor amigo. El padre biológico de Phineas nunca aparece ni se discute en la serie, algo que Marsh y Povenmire han declarado que tienen la plena intención de mantener así. Está establecido que su madre, Linda Flynn-Fletcher, se casó con el padre de Ferb, Lawrence Fletcher, después de salir con él por un tiempo en la década de 1990. Realmente se enamoraron en un concierto de la banda ficticia "Love Händel" después de que los pusieran en la cámara de besos.
Phineas es retratado como un niño inteligente, creativo, innovador y bondadoso. Como un medio para vencer el aburrimiento, él y Ferb idean actividades escandalosas durante sus vacaciones de verano, menudo participando en actividades – diseño de juguetes (en "Toy to the World"); piratería (en "La balada de Badbeard"); ingeniería (en "¡Ya es hora!"); gestión de restaurantes (en "Chez Platypus"); generalmente inaccesible para los niños. Phineas vive en la ciudad ficticia de Danville (parte del Área Tri-State), en un gran vecindario suburbano; él se le ocurren la mayoría de sus ideas mientras está sentado con Ferb en su patio trasero.

## Creación y concepción

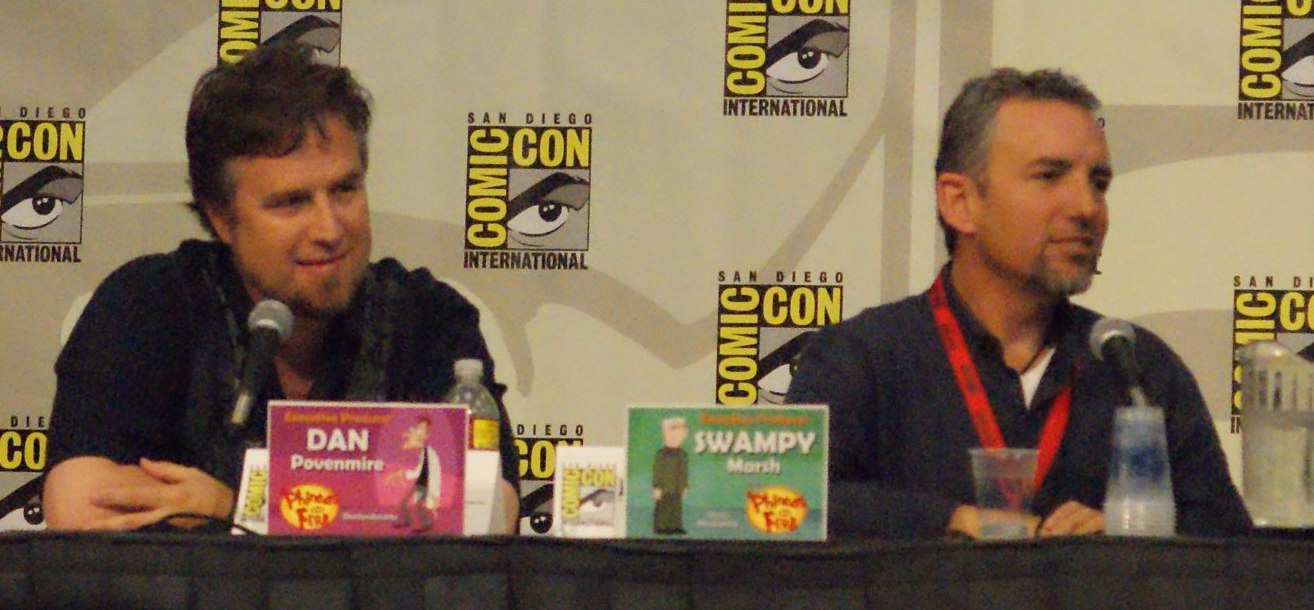
Dan Povenmire y Swampy Marsh. Dan originalmente dibujó a Phineas en una hoja de papel de estraza en South Pasadena, California.

Dan Povenmire y Jeff "Swampy" Marsh habían concebido la idea de la serie Phineas y Ferb mientras trabajaban como maquetistas en Los Simpson. Después de planificar los conceptos básicos del programa, los dos comenzaron a diseñar personajes. Povenmire, cenando con su familia en un restaurante Wild Thyme en South Pasadena, California, hizo un rápido boceto de un "niño triángulo". Povenmire nombró al garabato triangular "Phineas", diciendo que "se ve como uno", y con referencia al personaje Phileas Fogg (a menudo mal referenciado como "Phineas Fogg") de La vuelta al mundo en 80 días ( 1873). Povenmire rompió el papel y llamó a Marsh esa noche, diciéndole "Oye, creo que tenemos nuestro programa".
Después de diseñar el programa, los dos tuvieron dificultades significativas para que la serie se diera luz verde. No se recogió durante quince años. En su presentación final a Walt Disney Company, los creadores diseñaron un guión gráfico grabado, con un esquema de personajes muy aproximado. El prototipo de Phineas fue más rudo para los demás que la versión en el eventual programa, donde los creadores decidieron hacerlo más bondadoso. Citando a los "grandes dúos" de la comedia, incluidos Wallace y Gromit y Jay y Silent Bob, los creadores optaron por darle a Phineas la mayor parte del diálogo mientras Ferb permanece casi en silencio.

### Diseño
Todos los personajes de Phineas y Ferb fueron dibujados en un diseño tomado del estilo de Tex Avery, con formas geométricas incluidas en su estructura; Phineas en particular es el de un triángulo. La cara triangular se ha declarado en la serie como solo su nariz que cubre toda la cabeza. El objetivo al dibujar personajes era hacerlos lo suficientemente simples como para que los niños los dibujaran y los reconocieran por su silueta . Los ojos de Phineas se encuentran en la parte superior de su cabeza y son de forma ovalada. Para su cabello, se colocan tres "mechones" en la parte posterior y frontal, mientras que debajo se encuentran tres pecas. Para la oreja, se usa un pequeño 3 para representar el lóbulo de la oreja. Povenmire usa brazos delgados y delgados para cada personaje como una simple razón para agregar diversión.